# Oligopogon graecus
Oligopogon graecus är en tvåvingeart som beskrevs av Geller-grimm och Hradsky 2003. Oligopogon graecus ingår i släktet Oligopogon och familjen rovflugor.
Artens utbredningsområde är Grekland. Inga underarter finns listade i Catalogue of Life.